# 三木商事
三木商事（みきしょうじ、英:MIKI Co., Ltd.）は、主にアミューズメント機器の販売や製造を行なっている日本の企業である。

## 概要
1973年10月に有限会社シャロンとして設立。三木商事に社名変更後は、主に麻雀かぐや姫などの脱衣麻雀の発売を行った。
1982年からはゲームセンターの店舗運営を開始。中でも「ゲームコーナーミッキー」は神保町界隈で最も有名なゲームセンターとして知られた。
近年はテーブル筐体やワイドテレビ用基板、業務用アーケード基板などの製造・販売の他にも、Web製作・CGI製作・グラフィックデザインなどの製作なども行なっている。
また、同社が2015年に設立した「株式会社MKコーポレーション」では両替機の販売も行っている。2018年現在は、自社サイト及びインターネットオークション上で、海外から輸入したエミュレーター基板の組み込まれた卓上筐体・テーブル筐体や、ウインドウズPC用のMAMEフロントエンドである「Attract-Mode」を組み込んだPCの販売を行っている。

## 沿革
- 1973年（昭和45年） 10月 - (有)シャロン設立
- 1982年（昭和57年） - ゲームセンターの店舗運営を開始。
- 1985年（昭和60年） 4月1日 - (有)三木商事に社名変更
- 2003年（平成16年） 6月1日 - 株式会社に変更。(株)三木商事となる。
- 2015年（平成27年） 6月1日 - 業務拡大に伴い両替機部門会社『株式会社MKコーポレーション』を設立[5]。

## ゲームコーナーミッキー

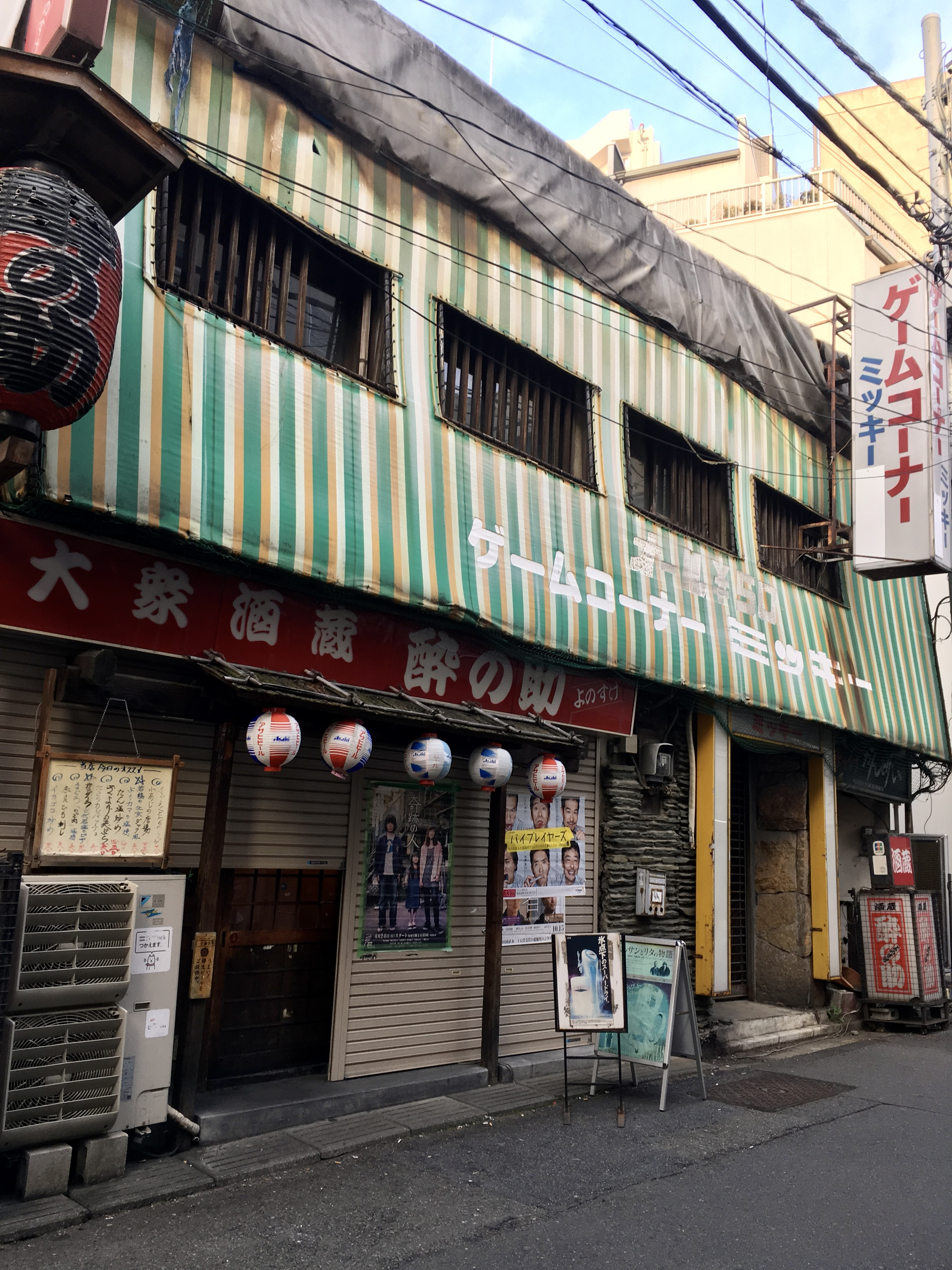
ゲームコーナー ミッキー（撮影は閉店後の2017年）

1982年から営業を開始。三木商事が運営した。2013年3月29日をもって老朽化のため閉店。1ゲーム50円でプレイが出来ることや30年前内装や外観がそのまま残っていることなどからゲームファンの間でも人気があり、神保町で最も有名なゲームセンターとして知られた。イメージキャラクターはミキ丸。

## 事業内容
- アミューズメント機器の製造・販売[8]
- ゲーム機器リース、ゲーム機器販売・企画・プログラミング[1]
- ロケーション店舗経営・店舗プロデュース[1]
- Web製作・CGI製作・グラフィックデザイン[1]